# ذا لوست روم
ذا لوست روم (بالإنجليزية: The Lost Room)‏ أو الغرفة المفقودة، هو مسلسل خيال علمي أمريكي، بث لأول مره في 2006 علي قناة ساي فاي

## وصلات خارجية
- ذا لوست روم على موقع IMDb (الإنجليزية)
- ذا لوست روم على موقع ميتاكريتيك (الإنجليزية)
- ذا لوست روم على موقع روتن توميتوز (الإنجليزية)
- ذا لوست روم على موقع ليتربوكسد (الإنجليزية)
- ذا لوست روم على موقع كينوبويسك (الروسية)
- ذا لوست روم على موقع ألو سيني (الفرنسية)
- ذا لوست روم على موقع قاعدة بيانات الفيلم (الإنجليزية)